# Ministerul Muncii și Protecției Sociale (Republica Moldova)
Ministerul Muncii și Protecției Sociale (MMPS) este unul din 13 ministere al Guvernului Republicii Moldova. În activitatea sa, ministerul se conduce de Constituția Republicii Moldova, de Legea nr. 136 din 7 iulie 2017 cu privire la Guvern și de alte acte normative, decretele Președintelui Republicii Moldova, ordonanțele, hotărârile și dispozițiile Guvernului.
Ministerul are misiunea de a analiza situația și problemele din domeniile de activitate gestionate, de a elabora politici publice eficiente în domeniile de activitate, de a monitoriza calitatea politicilor și actelor normative și de a propune intervenții justificate ale statului care urmează să ofere soluții eficiente în domeniile de competență.

## Domenii de activitate
- muncă
- protecție socială
- demografie

## Funcții de bază
- elaborarea documentelor de politici, proiectelor de acte normative în domeniile încredințate, inclusiv a celor pentru asigurarea executării actelor normative și decretelor Președintelui Republicii Moldova, după publicarea acestora în Monitorul Oficial al Republicii Moldova, în colaborare cu reprezentanți relevanți ai societății civile și comunității de afaceri;
- colaborarea, în conformitate cu legislația națională, cu instituții de profil din străinătate în domeniile încredințate. 
  - monitorizarea scorului și poziției Republicii Moldova în cadrul indicatorilor și clasamentelor internaționale care țin de domeniile sale specifice și elaborarea propunerilor de îmbunătățire a acestora;
  - monitorizarea percepției cetățenilor și agenților economici cu privire la politicile publice, actele normative și activitatea statului în domeniile de activitate specifice Ministerului și elaborarea propunerilor de îmbunătățire a acesteia;
  - monitorizarea calității politicilor publice și actelor normative în domeniile de activitate specifice Ministerului, inclusiv în colaborare cu societatea civilă și sectorul privat;
- realizarea actelor normative și implementarea tratatelor internaționale ale Republicii Moldova în domeniile de activitate, întocmirea rapoartelor privind executarea acestora;
- examinarea și avizarea proiectelor de acte normative elaborate de alte autorități ale administrației publice și remise spre examinare;
- elaborarea, aprobarea și implementarea strategiilor sectoriale de cheltuieli, prezentarea propunerilor pentru elaborarea cadrului bugetar pe termen mediu, elaborarea propunerilor de buget în domeniile de activitate, a planului anual de activitate, precum și monitorizarea anuală a gradului de implementare a acestora prin elaborarea și publicarea rapoartelor respective;
- organizarea sistemelor de planificare, executare, evidență contabilă și raportare a bugetului în cadrul Ministerului și, după caz, în cadrul instituțiilor bugetare din subordine;
- asigurarea gestionării alocațiilor bugetare și administrarea patrimoniului;
- coordonarea și monitorizarea activității autorităților administrative din subordine și a instituțiilor publice în care Ministerul are calitatea de fondator;
- gestionarea, în condițiile legii, a programelor internaționale de asistență financiară pentru susținerea reformelor sistemelor de ocupare a forței de muncă și de protecție socială;
- exercitarea altor funcții specifice.

## Istoric denumiri
Ministerul Muncii și Protecției Sociale a fost înființat la 30 august 1992. Ulterior, pe parcursul anilor, în urma restructurărilor din cadrul Guvernului RM, denumirea instituției s-a modificat de mai multe ori.
- Ministerul Muncii, Protecției Sociale și Familiei (1994–2001); (2009–2017)
- Ministerul Protecției Sociale, Familiei și Copilului (2007–2009)
- Ministerul Muncii și Protecției Sociale (1992–1994); (2001–2005); (2021–prezent)

## Conducere
- Ministru – Alexei Buzu
- Secretar general adjunct – Cristina Jandîc
- Secretar de stat în domeniul asistenței sociale – Vasile Cușca
- Secretar de stat în domeniile politicilor ocupaționale, egalitate de gen și demografie – Felicia Bechtoldt
- Secretar de stat în domeniul rapoartelor de muncă și asigurărilor sociale – Corina Ajder

## Lista miniștrilor
| №  | Nume (naștere–deces)         | Portret | Mandat              | Mandat             | Guvern                   |
| -- | ---------------------------- | ------- | ------------------- | ------------------ | ------------------------ |
| 1  | Dumitru Nidelcu (1942–2007)  |         | 30 august 1992      | 30 decembrie 1997  | Sangheli I–II Ciubuc I   |
| 2  | Vasile Vartic (1943–2013)    |         | 22 ianuarie         | 22 mai 1998        | Ciubuc I                 |
| 3  | Vladimir Gurițenco (1954–)   |         | 22 mai 1998         | 21 decembrie 1999  | Ciubuc II Sturza         |
| 4  | Valerian Revenco (1939–2016) |         | 21 decembrie 1999   | 19 aprilie 2005    | Braghiș Tarlev I         |
| 5  | Galina Balmoș (1961–)        |         | 22 ianuarie 2007    | 25 septembrie 2009 | Tarlev II Greceanîi I–II |
| 6  | Valentina Buliga (1961–)     |         | 25 septembrie 2009  | 18 februarie 2015  | Filat I–II Leancă        |
| 7  | Ruxanda Glavan (1980–)       |         | 18 februarie        | 30 iulie 2015      | Gaburici                 |
| 8  | Mircea Buga (1968–)          |         | 30 iulie 2015       | 20 ianuarie 2016   | Streleț                  |
| 9  | Stela Grigoraș (1968–)       |         | 20 ianuarie 2016    | 26 iulie 2017      | Filip                    |
| 10 | Marcel Spatari (1981–)       |         | 6 august 2021       | 9 ianuarie 2023    | Gavrilița                |
| 11 | Alexei Buzu (1983–)          |         | din 9 ianuarie 2023 |                    | Gavrilița Recean         |